# Serafín, que con dulce armonía
Serafín, que con dulce armonía és un vilancet del compositor barroc català Joan Cererols (1618-1680), un dels màxims representants de l'escola montserratina.
Aquest vilancet està escrit per a doble cor (SSAT i SATB), utilitzant la típica forma del barroc espanyol. L'obra està dividida en quatre parts. Aquesta cançó té un patró especial harmònic que sovint serveix com a marc per a la improvisació, com és feia en la folia italiana. El baix harmònic fa i-VII-III-VII-V-VI-V // I-IV-VII-III-VI- iv -V-I. L’obra té un caràcter ternari i es pot comprovar que la textura al llarg del vilancet va variant entre l'homofonia i la contrapuntística.
El tema principal es presenta en forma monòdica i ocupa 18 compassos (vuit a la primera part, deu a la segona degut a l’allargament de la cadència final). El tema emprat prové possiblement de l’obra de Gaspar Sanz publicada el 1674 (data contemporània als anys de vida de Cererols). No obstant això, podria procedir d’alguna font anterior ja que en el tractat de Sanz es recullen algunes melodies de dansa conegudes arreu d’Europa abans de la seva publicació. Era molt corrent trobar diferents préstecs melòdics al llarg del barroc català. El musicòleg Francesc Bonastre va comparar el vilancet Serafín, que con dulce armonía amb un altre d'anònim de la segona meitat del segle XVII anomenat Ha de los hombres en el seu article A l'entorn de Serafín, que con dulce harmonia, de Joan Cererols, recollit a Recerca Musicologica VIII de la Universitat Autònoma de Barcelona.
Aquest vilancet se solia interpretar en època de nadal, encara que, avui en dia, amb el seu valor històric, s’interpreta també tota la resta de l’any.

## Lletra
Tornada
Serafín, que con dulce armonía
la Vida que nace requebrando estás;
cántale glorias mirándole en penas,
que amante y quejoso, su alivio es un ¡ay!
¡ay, ay, ay!
Cobles
Tan fragrantes, lucientes y bellas
en cielo y en tierra distantes se ven
las estrellas vestir de colores,
las flores brillar y las selvas arder.
En albergue, aunque pobre dichoso
en nuevos afectos se mira esta vez
una luna que alumbra el empíreo,
y un sol que de aljófar guarnece sus pies.
¡Ay, ay, ay!
En los brazos del alma más pura,
picado de amor un hermoso clavel
desabrocha el color encarnado
del nácar precioso que quiere verter.
¡Oh! mil veces dichosa la culpa,
en cuya sentencia ha llegado a tener
por descargo un tesoro infinito:
un Dios por padrino y un Niño por juez.
¡Ay, ay, ay!
Llora el sol y la aurora se alegra,
la pena y el gozo en sus ojos se ven;
que es afecto muy propio del alma
llorar y reír al amanecer.
Un jazmín entre espinas y abrojos
nos da testimonio en metáfora fiel,
que entre humanos y graves pesares
siempre hay escondido un divino placer.
¡Ay, ay, ay!
Hoy el hombre suspenso y absorto
ignora, cobarde, lo mismo que ve:
pues mirar tan divino lo humano
es cosa que apenas se puede entender.
Una noche de siglos tan largos
dobladas las luces habrá menester,
y por eso amanecen dos soles
que bañan de luz el portal de Belén.